# Parczew (przystanek kolejowy)
Parczew (lit. Pailgis, ros. Паилгис) – przystanek kolejowy w pobliżu Jeziora Iłga (lit. Pailgis), w rejonie święciańskim, na Litwie. Leży na linii dawnej Kolei Warszawsko-Petersburskiej.
Przystanek powstał w XIX w. pomiędzy stacjami Bezdany a Podbrodzie. Nosił wówczas nazwę Drużyły (Drużyle). W okresie międzywojennym nazywał się Parczew. Stanowił wówczas miejscowość w Polsce, w województwie wileńskim, w powiecie wileńsko-trockim, w gminie Niemenczyn. W 1931 miejscowość liczyła 21 mieszkańców, zamieszkałych w 2 budynkach.